# Lijst van voetbalinterlands China - Haïti
Deze lijst van voetbalinterlands is een overzicht van alle officiële voetbalwedstrijden tussen de nationale teams van China en Haïti. De landen speelden tot op heden twee keer tegen elkaar, te beginnen met een vriendschappelijke wedstrijd op 31 augustus 2003 in Fort Lauderdale (Verenigde Staten). Het laatste duel, eveneens een vriendschappelijke wedstrijd, vond plaats in Changsha op 27 maart 2015.

## Wedstrijden
| № | Plaats          | Datum            | Competitie        | Wedstrijd     | Uitslag |
| - | --------------- | ---------------- | ----------------- | ------------- | ------- |
| 1 | Fort Lauderdale | 31 augustus 2003 | Vriendschappelijk | Haïti – China | 4 – 3   |
| 2 | Changsha        | 27 maart 2015    | Vriendschappelijk | China – Haïti | 2 – 2   |

## Samenvatting
| Competitie        | Totaal gespeeld | Winst China | Gelijk | Winst Haïti | Doelsaldo China – Haïti |
| ----------------- | --------------- | ----------- | ------ | ----------- | ----------------------- |
| Vriendschappelijk | 2               | 0           | 1      | 1           | 5 − 6                   |
| Totaal            | 2               | 0           | 1      | 1           | 5 − 6                   |

Wedstrijden bepaald door strafschoppen worden, in lijn met de FIFA, als een gelijkspel gerekend.